# منصور نياس
منصور نياس مستشار الرئيس السنغالي هوالشيخ محمد المنصور ابن الشيخ محمد مأمون ابن الشيخ إبراهيم نياس من مواليد مدينة كولخ بالسنغال.

## نشأته
نشأ وتربى في بيت علم وولاية وصلاح، أكمل حفظ القرآن الكريم في وقت مبكر، وعرف بانتهاجه نهج أسلافه في الاهتمام بأمور المسلمين والاعتناء بهم ومتابعة أخبارهم.

## الدراسة
بدأ دراسته بأمهات الكتب الإسلامية (كابن عاشر في الفقه والآجرومية وملحة الإعراب في اللغة، وحفظ بعض أشعار العرب) مما مكنه بعد ذلك من التعمق في علوم الشريعة من خلال الدراسة بالأزهر الشريف، وكذلك مجالسة بعض شيوخ المحاضر الموريتانية والتواصل مع علماء آخرين من مختلف العالم الإسلامي.

## المهام
شارك منصور أنياس والده في تأسيس (حزب التجمع من أجل الشعب) الذي يتولى رئاسته حاليًّا، وهو أبرز الأحزاب السنغالية كما يشغل حاليًّا منصب سفير متجول ومستشار خاص للرئيس السنــــغالي مكي صال.

## الدور السياسي والاجتماعي
- رافق الشيخ منصور والده الشيخ محمد المأمون أنياس منذ نعومة أظافره فأخذ عنه، وكان مستشاره الأول مما خوله لعب دور كبير في العمل السياسي والاجتماعي والثقافي في السنغال ومنطقة غرب أفريقيا.
- حضر العديد من الندوات الإسلامية والمؤتمرات العلمية في العديد من دول العالم، وله محاضرات ومشاركات هامة في شأن الوحدة الإسلامية ونشر الوسطية.
- كما يقوم على نشر الموروث الثقافي والعلمي لجده شيخ الإسلام إبراهيم أنياس من خلال طباعة الكتب، وكذلك يقوم بدعم الثقافة العربية ونشرها من خلال الإعلام عبر إنشائه مؤسسة إعلامية متعددة الوسائط (إذاعة المدينة، وتلفزيون المدينة، ومجلة المدينة الصادرة باللغة العربية) وهي أول مؤسسة إعلامية سنغالية تدخل اللغة العربية ضمن مسطرتها.
- للشيخ منصور أنياس علاقات وثيقة مع العديد من زعماء العالم الإسلامي ورثها عن أسلافه وطورها بحكمته ومواهبه، كما يقوم الشيخ منصور أنياس بدعم مدارس تعليم القرآن للأطفال ورعاية الأيتام عبر عمله الخيري المدعوم بشبكة علاقاته الواسعة.